# Наум Цветинов
Наум Анастасов Цветинов с псевдоними Калоян и Мелхисадек е български революционер, деец на Вътрешната македоно-одринска революционна организация.

## Биография
Наум Цветинов е роден през 1873 година в Охрид, тогава в Османската империя. Завършва българската духовна семинария в Цариград и след това работи за като учител в Охрид, където създава първия църковен смесен ученически хор при катедралата „Свети Климент“. Присъединява се към ВМОРО в 1900 година. Ученикът му Петър Карчев разказва, че Цветинов възпитава революционно учениците си като им чете патриотична литература като драмата „Стефан Караджа“ на Тодор Хаджистанчев.
От януари 1902 година Цветинов е член на околийския революционен комитет. По време на Илинденско-Преображенското въстание е член на Горското началство на Охридския революционен район.
След потушаването на въстанието Наум Цветинов бяга в Арад, Австро-Унгария, след което заминава за България. Първоначално се установява за кратко със семейството си в село Видраре, Тетевенско, където е учител, а после отиват в Балчик, където е ръкоположен за свещеник.
От 1913 до 1926 г. Цветинов е свещеник във втората българска столица Преслав. От 1927 г. до смъртта си в 1949 г. е свещеник в София, включително и в църквата „Свети Александър Невски“.